# Jan Zonaras
Jan Zonaras (gr. Ἰωάννης Ζωναρᾶς Jōannēs Zōnarás) – kronikarz bizantyński z XII wieku.

## Dane biograficzne
Urodził się na przełomie XI i XII wieku. Za panowania Jana II Komnena piastował dwie wysokie godności: dowódcy straży przybocznej i sekretarza cesarskiego (mégas drungários tes hígles kaj protasekrétis). Ostatecznie zrezygnował z urzędu i po 1118 usunął się do klasztoru na wysepce Hagia Glykeria (wśród Wysp Książęcych na morzu Marmara). Tam z inspiracji osób bliskich opracował obszerną kronikę dziejów powszechnych, zatytułowaną Skrót historii.
Wiadomo, że poza tym pisał również rozprawy teologiczne, komentarze do Pisma Świętego i do dzieł doktorów Kościoła. Był też autorem traktatu o bizantyńskiej muzyce kościelnej oraz twórcą hymnu.

## Dzieło
Skrót historii (Epitomé historion) Zonarasa obejmuje czasy od „stworzenia świata” do wstąpienia na tron Jana II Komnena. Przez nowożytnego wydawcę Du Cange'a zostało w 1686-1687 podzielone na 18 ksiąg, w tym: ks. I-X obejmujących dzieje do narodzin Chrystusa, ks. XI-XII – dzieje rzymskie do czasów tetrarchii włącznie, ks. XIII-XVIII – historię cesarstwa od panowania Konstantyna Wielkiego do ok. 1118 roku.
Epitomé stanowi wprawdzie tradycyjną kronikę dziejów powszechnych, różni się też jednak znacznie od swoich poprzedniczek. Bogatsza treść kroniki i układ materiału dobrze świadczy o zmyśle krytycznym i samodzielności autora, który rzeczowo wykorzystał źródła, omawiając je własnymi słowami, a nie spisując całe partie tekstu od poprzedników. Opracowując materiał Zonaras był świadom istniejących w nim sprzeczności, ale (jak twierdził) nie mógł sobie pozwolić na poddanie źródeł dokładniejszej krytyce i na ponowne przejrzenie całego utworu. Niezależnie od braków jego dzieła, opracował użyteczny i popularny w średniowiecznym Bizancjum podręcznik dziejów powszechnych i rodzimych, podając też interesujące wiadomości o ludach ościennych: Hunach, Awarach, Turkach, Chazarach.

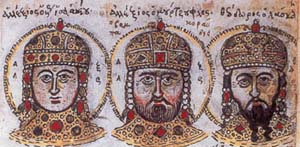
Cesarze Aleksy IV, Aleksy V i Teodor Laskarys w kronice Zonarasa (iluminowany manuskrypt z Biblioteca Estense w Modenie)

Epitoma Zonarasa dzieli się wyraźnie na dwie części. Księgi I—XII, obejmujące historię powszechną do czasów Konstantyna Wielkiego (306—337), napisano na podstawie Starego Testamentu i dzieł historyków greckich: Herodota, Ksenofonta, Arriana, Plutarcha, a historię rzymską do czasu zburzenia Koryntu (146 r. p.n.e.) – według Kasjusza Diona (zaginione księgi dzieła Diona znane są zresztą mniej więcej w czwartej części właśnie z Epitomy Zonarasa). Autor jej korzystał też z prac Józefa Flawiusza, Euzebiusza z Cezarei, Teodoreta z Cyru, Piotra Patrycjusza. Księgi XIII-XVIII czerpią z dzieł historyków i kronikarzy bizantyńskich: Prokopiusza z Cezarei, Jana Malalasa, Teofana Wyznawcy, Nicefora Patriarchy, Jerzego Mnicha, Szymona Logotety i Magistra, Kontynuacji Jerzego, Kontynuacji Teofana, Jana Skylitzesa, Jerzego Kedrena, Michała Attaliatesa i Michała Psellosa. Dodatkowa wartość dzieła Zonarasa polega na tym, że wykorzystał on materiały współcześnie zaginione, które posłużyły także Kedrenowi. Przypuszcza się, że wykorzystał też monolog Teodora z Sebastii.
W ocenie ogólnej kronika Zonarasa jest lepiej i dokładniej opracowana od wcześniejszego dzieła Skylitzesa, tym samym wznosząc bizantyńską kronikę świata na poziom, którego nie osiągnęła ona wcześniej ani później. Dzieło to w pełni można porównywać z podobnymi dokonaniami epoki hellenistycznej, np. z kroniką Efora z Kyme. Zarazem stanowi ono wymowne świadectwo, że wraz z jego odnową w XI wieku, w tym gatunku historiografii ówczesne Bizancjum odzyskało poziom osiągnięty w czasach późnego antyku.
Zonaras przeznaczył swą kronikę dla szerokiego kręgu wykształconych czytelników, dlatego też napisał ją we współczesnym sobie języku literackim, nieco tylko archaizowanym. Epitoma cieszyła się dużą poczytnością aż do schyłku Bizancjum, o czym świadczą wciąż odnajdywane nowe rękopisy utworu, których liczba, sięgająca w XIX wieku czterdziestu, wzrosła w XX wieku do ponad sześćdziesięciu, w tym – siedemnastu rękopisów kompletnych. Najstarszy manuskrypt pochodzi z 1289 roku.
Skrót historii Zonarasa posłużył za źródło Konstantynowi Manassesowi, Michałowi Glykasowi i Efraimowi. W XIV wieku został przełożony na język staro-cerkiewno-słowiański i wykorzystany w kronikach staroruskich. W epoce Odrodzenia ukazały się przekłady na języki: łaciński – H. Wolfa (1567 r.), francuski – J. Milleta de St-Amour (1560) i późniejszy M. Cousina (1686), włoski – M. E. Fiorentina (1560) i L. Dolcego (1564). Tłumaczenie nowogreckie M. Chartophylaksa nie zostało wydane.